# Allegorie met Vrouw Wereld
Allegorie met Vrouw Wereld is een schilderij van de hand van Jacobus Waben. Het hangt in het Westfries Museum, in de Noord-Hollandse plaats Hoorn. Het schilderij is een allegoriestuk.

## Beschrijving
Allegorie met Vrouw Wereld is een schilderij dat de personificatie van schoonheid en tekortkomingen toont. Vrouw Wereld (Frau Welt) was een veelvoorkomende Duitse allegorie in de Middeleeuwen, die waarschuwde voor de valse aard van wereldse zaken en verlangens. Aan de voorkant is Vrouw Wereld aantrekkelijk; als ze zich omdraait toont haar rug verval en kwaadaardige wezens. Zij gold als de personificatie van al dat de mensheid aan kwaad en zonde wist voort te brengen. De traditie om de Vrouw Wereld als ambivalent vrouwfiguur te tonen ontstond omstreeks het jaar 1300. In de Nederlanden werd Vrouw Wereld nog tot in de 17e eeuw op allegorische wijze uitgebeeld, maar weinig op schilderijen.
Dit schilderij gaat over de vrouw en man rechts op de voorgrond. Op haar hoofd heeft de vrouw een glazen wereldbol met kruis, symboliek die duidelijk maakt dat het hier om de allegorische figuur Vrouw Wereld gaat. Vrouw Wereld zit bij de man op schoot en hij omarmt haar. Hij houdt zijn rechterhand op haar buik. Vrouw Wereld heeft een rijk gedecoreerde jurk aan. Op de zoom van de jurk staat in gouden letters een uitspraak van Salomo uit het boek Prediker: Omnia Vanitas - T'is al Ydelheid. In haar rechterhand heeft zij een scepter en in de linker houdt ze een wijnglas vast. Het wijnglas, de 'beker der wellusten', wordt gevuld door een lelijke oude vrouw. De oude vrouw heeft een stokbeurs op haar hoofd, waar slangen omheen kronkelen. Links op de achtergrond staat een musicerend gezelschap afgebeeld. Twee mensen beminnen elkaar. Over de tafel ligt een oosters kleed, met voor de tafel een kist met kostbaarheden. Voor de kist liggen zakken met geld, een borstharnas en een zwaard. Voor Vrouw Wereld staan een globe en boeken. De Dood heeft een pijl in de linkerhand en een gevleugelde zandloper op het hoofd. Geheel links zit een rokende Moor aan de tafel.

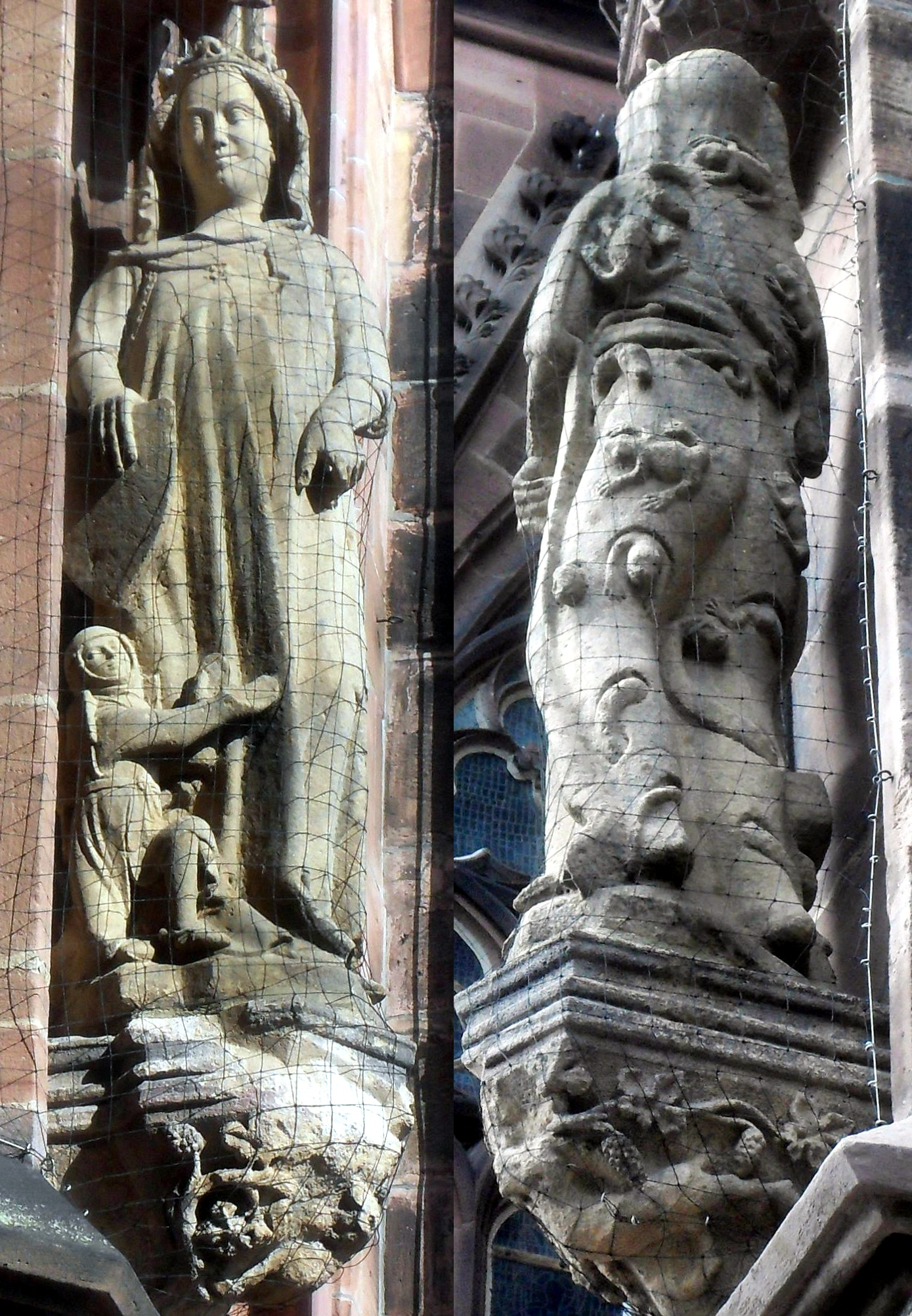
Vrouw Wereld op het zuidelijke portaal van de Dom van Worms. De voorzijde is lieflijk, maar haar rug is bedekt met padden en zweren.

Vrouw Wereld had traditioneel twee tegengestelde verschijningsvormen in zich. Een voorbeeld daarvan is het beeld op een van de portalen van de Dom van Worms, dat een mooie vrouw toont, die echter aan de achterzijde bedekt is met padden en zweren. In de prentkunst werd dat wel uitgebeeld door Vrouw Wereld die haar afzichtelijkheid verborg achter een masker van een mooie vrouw. Waben week van de voorstelling van een persoon met twee tegengestelde kanten af. Bij hem toont de oude vrouw Vrouw Wereld in haar afzichtelijke gedaante, terwijl de mooie jongedame haar verleidelijke alter ego belichaamt.
Het is onduidelijk wie de man is. Omdat de tekst op de zoom van de jurk van koning Salomo is, wordt wel verondersteld dat Salomo hier is afgebeeld. Het was in die tijd echter ongebruikelijk om oudtestamentische en allegorische figuren te combineren in een schilderij. Bovendien was het gangbaar om koning Salomo met een kroon af te beelden. Deze man draagt een tulband. Heidenen werden rond 1620 nog wel eens met een tulband afgebeeld, zodat hier wellicht de personificatie van heidendom is bedoeld. De overige elementen op het schilderij symboliseren de verleidingen van het leven; lust, vermaak, rijkdom. Het is mogelijk dat de Moor en de Dood fungeren als aanvulling op de waarschuwing die Vrouw Wereld op de zoom van haar rok heeft staan. Moren werden toen in verband gebracht met heidendom, zondigheid en de duivel. Wellicht staat de rokende Moor symbool voor het zintuig Reuk. Met enige vrijheid kunnen ook de overige vier zintuigen in het schilderij worden ontdekt.
Mogelijk heeft Waben zichzelf en zijn toenmalige vrouw Trijn Willemsdochter geportretteerd.

## Diefstal
In de nacht van 9 op 10 januari 2005 werd het schilderij, samen met nog negentien andere schilderijen en zeventig andere kunstwerken, uit het Westfries Museum gestolen. Het schilderij Allegorie met Vrouw Wereld en vier andere doeken werden in 2014 in Oekraïne teruggevonden. De doeken waren van hun originele spieramen verwijderd, en opgerold voor transport. Allegorie met Vrouw Wereld was na de diefstal op een te klein spanraam gespannen, waarbij door de beschilderde omslagen geniet was. Doordat de nieuwe spieramen te klein waren, ontstond er veel verfverlies op de randen. Ook de verf en het vernis waren beschadigd. Het vernis was sterk vergeeld en de verf liet hier en daar los. Een aantal schilderijen, waaronder Allegorie met Vrouw Wereld, werden na maanden durende onderhandelingen met een ultranationalistische gevechtsmilitie in Oekraïne in 2016 teruggebracht naar Nederland. Oekraïne wilde de schilderijen in eerste instantie niet teruggeven, omdat eerst onderzocht moest worden wie de rechtmatige eigenaar zou zijn. Na terugkomst in Nederland, de doeken werden op 7 oktober 2016 door het Westfries Museum in ontvangst genomen, werden de doeken tijdelijk in beschadigde toestand tentoongesteld, waarna ze gerestaureerd werden. Allegorie met Vrouw Wereld werd voorzien van nieuw doek, oude retouches werden verwijderd, naden werden gehecht en het gele vernis werd verwijderd. Nieuwe retouches en nieuw vernis werden aangebracht en het doek werd op een nieuw spieraam geplaatst. Na de restauratie werden de teruggekomen stukken met andere teruggevonden objecten uit andere musea tentoongesteld. Sinds 2020 hangt het schilderij in een speciale kunstkamer, deze is samen met Vereniging Rembrandt en de Turing Foundation ingericht om bij verschillende musea de kracht en schoonheid van de eigen collectie te kunnen benadrukken.